# Aeroportul Takapoto
Aeroportul Takapoto (IATA: TKP, ICAO: NTGT) este un aeroport din Polinezia Franceză, Franța ce deservește zona Takapoto⁠(d). Aeroportul a fost tranzitat în 2022 de 4.012 pasageri. A fost deschis în iulie 1973.
Situat la o altitudine de 8 m, aeroportul dispune de o singură pistă.